# Zeitgeist: Addendum
Zeitgeist: Addendum ist ein von Peter Joseph 2008 produzierter Film, der mit den Mitteln eines Dokumentarfilms Betrachtungen des 2007 erschienenen Films Zeitgeist desselben Regisseurs vertieft und ergänzt.
Der Film behandelt das amerikanische Federal Reserve System, die CIA, Regierungsformen, Religionen und die Unternehmens- und Wirtschaftssituation der Welt an Beispielen der USA. Er schlussfolgert eine diesen Institutionen innewohnende Korruption, die der Menschheit insgesamt nur schädlich sein kann und abgelöst werden sollte. Der Film beschreibt das „Venus-Projekt“ als nicht perfekte, aber heutzutage mögliche Lösung. Im Jahr 2011 erschien mit Zeitgeist: Moving Forward der dritte Film des Regisseurs zu dieser Thematik.
Dem Regisseur Peter Joseph zufolge versucht der Film die Ursachen der überall vorhandenen, gesellschaftlichen Korruption aufzudecken und gleichzeitig eine Lösung anzubieten.
In dieser Schlussfolgerung betont der Film, dass jegliche Glaubenssysteme immer ein Bedürfnis von Abhängigkeit erzeugten. Es werden konkrete Möglichkeiten dargestellt, wie das derzeitige Geldsystem geschwächt werden kann. Der Film schlägt verschiedene Ansätze vor, die zu einer „sozialen Transformation“ führen sollen: unter anderem Boykott der großen Banken, die das Federal Reserve System ausmachen, Ausblenden der Mainstream-Massenmedien, Boykott des Militärs und Ausstieg aus der Energieabhängigkeit den großen Energiekonzernen gegenüber.

## Veröffentlichung und Reaktion
Zeitgeist: Addendum wurde beim 5. alljährlichen Artivist Film Festival in Los Angeles, Kalifornien am 2. Oktober 2008 erstmals öffentlich gezeigt und wurde am 4. Oktober 2008 online zur freien Verfügung gestellt.

### YouTube-Aufrufe
Der Film erreichte innerhalb von 419 Tagen 2 Millionen Aufrufe (Stand 17. April 2011) auf dem Videoportal YouTube. Laut YouTube-Statistik ist der Film vor allem in den USA, Brasilien und Saudi-Arabien beliebt.

## Inhalt
Zeitgeist: Addendum ist inhaltlich in vier Teile aufgeteilt.

### Teil I – Die moderne Geld-Mechanik
Teil I kritisiert die Handlungsweisen des amerikanischen Bankwesens (fractional-reserve banking), im Speziellen das Erschaffen von Geld durch Darlehen. Die Argumentation des Films orientiert sich an dem Schriftstück „Modern Money Mechanics“, welches durch die kritisierte Organisation (FED) herausgegeben wurde und in etwa folgenden Inhaltes ist: Dollarnoten werden gedruckt oder es wird elektronisch Geld erzeugt, wenn die Federal Reserve Bank Schatzanweisungen und Schuldverschreibungen kauft. Dieses Geld landet dann in kommerziellen Banken. Wenn das Geld in einer Bank deponiert ist, wird es durch die Anwendung des Fractional-Reserve-Systems „vermehrt“ und an die Kunden der Bank durch Kredite weiter verliehen.
Der Film behauptet, dass dieses System „absurd“ sei, da der Zins, der bei einem Kredit irgendwann zurückgezahlt werden muss, nicht ebenfalls zu Beginn als Geld erschaffen wurde. So wird im Gesamtsystem immer Geld fehlen. Der Film vergleicht diesen Sachverhalt mit dem Spiel „Reise nach Jerusalem“, bei dem auch immer einer zu kurz kommen muss. So entstehen irgendwo zwangsläufig Schulden, die niemals zurückgezahlt werden können, da die Zinsen nicht existieren, weil sie nicht mit erschaffen wurden.

### Teil II – Die Falle aus Schulden und Angst
Teil II ist ein Interview im Stil einer Dokumentation mit John Perkins, dem Autor des Bestsellers Bekenntnisse eines Economic Hit Man. Auch in diesem Interview beschreibt er seine bereits im Buch dargelegte Berufserfahrung als ein Economic Hitman: als zivile Person, die von der CIA angeheuert und in verschiedene Gebiete der Welt versendet wurde, um dort bestimmte politische und/oder wirtschaftliche Veränderungen zu erzeugen. Er gibt zu, der CIA und regierenden politischen und wirtschaftlichen Eliten bei verschiedenen Gelegenheiten geholfen zu haben, ausländische souveräne Regierungen zu unterwandern, wenn diese die Interessen der Bevölkerung über die der internationalen Wirtschaft gestellt hatten. Dieses Verhalten sei von der CIA und führenden Eliten der USA nicht erwünscht.

### Teil III – Die Lösung lautet: „Ressourcenorientiert anstatt Profitorientiert“!
Teil III beschreibt das Venus-Projekt, einen Vorschlag, der von Jacque Fresco ausgearbeitet wurde. Der Film stellt das Venus-Projekt als nachhaltige Führungsform und Lösungsmöglichkeit für die jetzige Menschheit auf der Erde dar. Sein Hauptziel ist die Erschaffung einer „ressourcenbasierten“ Wirtschaft durch moderne Technologie. In dieser soll nicht der maximale Profit ausschlaggebend für Zielsetzungen sein, sondern die Nachhaltigkeit der Rohstoffe und Ressourcen im gesamten ökologischen Gleichgewicht.

### Teil IV – Die Evolution fordert Entfaltung in neue Wirklichkeiten!
Teil IV will zeigen, dass die Dinge, die in unserer Gesellschaft falsch laufen, das fundamentale Ergebnis einer kollektiven Ignoranz gegenüber den grundlegendsten Erkenntnissen der menschlichen Realität sind. Gemeint sind hier die sich ständig entwickelnde und verbessernde Natur und die symbiotischen Aspekte der Naturgesetze. Der Film beschreibt das aktuelle amerikanische System als eines, das grundsätzlich gegen diese Aspekte arbeitet und deshalb von einem weiter entwickelten System ersetzt werden sollte, so wie schon unzählige Male in der Vergangenheit alte Systeme durch bessere neue ersetzt wurden. Man geht davon aus, dass zu dieser Veränderung nicht mehr viel Zeit bleibt.
Der Film schlägt dann Aktionen vor, die eine „soziale Transformation“ erzeugen sollen, wie z. B. der Boykott von großen Banken, Mainstreammedien, Militär und großen Energiekonzernen, um eine kritische Masse in der Bevölkerung zu erzeugen, die nicht mehr in diesem „veralteten“ System leben möchte und dies durch ihre Lebensweise zeigt.

## Auszeichnungen
Am 2. Oktober 2008 gewann der Film den „Artivist Spirit Award – Best Feature“ auf dem Artivist Film Festival 2008. Dies war gleichzeitig seine Weltpremiere während der Eröffnungsnacht des Festivals.
Die Mitveranstalterin Dr. Bettina Wolff sagte in einer Rede:

„Das Verfehlen unserer Welt, die Probleme des Kriegs, der Armut und der Korruption zu lösen, ruhen in einer grausamen Ignoranz über was menschliches Verhalten anleitet. Zeitgeist: Addendum adressiert die wahre Quelle der Instabilität unserer Gesellschaft und offeriert gleichzeitig eine fundamentale Langzeitlösung. Regisseur Peter Joseph hat die Fähigkeit, ein riskantes Thema auszuwählen und es in eine visuelle, emotionale und intellektuell fesselnde Angelegenheit zu verwandeln – und das aus einem höheren Blickwinkel.“

Am 9. Oktober 2008 wurde der Film unter die 19 besten beim Guardian’s wöchentlichen Viral Video Chart gewertet, der auf der Anzahl der Links und Videoverknüpfungen auf anderen Websites basiert. In diesem Fall war der Spot in ungefähr 2 Millionen Blogs verknüpft.

## Kritik
G. Edward Griffin, Autor von Die Kreatur von Jekyll Island, kritisierte den Film dafür, kollektivistische Ideen anzupreisen. Er sagte, „dieser Film offeriert keine Heilung, sondern eine Megadosis der Krankheit selbst.“
Radio-Moderator und Verschwörungstheoretiker Alex Jones gab dem Film ein negatives Feedback. Seiner Meinung nach bringt der Film „gute Aspekte, offeriert aber falsche Lösungen.“ Er glaubt, der Film sei wie „Rattengift“. „98 % gut, aber die 2 % töten dich.“ Nach Jones sagt Zeitgeist: Addendum aus, dass Gier eine Hauptursache für unsere heutige Situation ist, seiner Meinung nach ist das aber nicht die ganze Wahrheit. Es ginge auch um Macht und Machtzentralisierung durch die Globalisierung.
Der Journalist Christoph Cadenbach macht darauf aufmerksam, dass Zinsen in der Wirtschaftswissenschaft definiert werden als Teil der Rendite der Investitionen, die mit dem geliehenen Kapital getätigt werden. Dadurch können sie, anders als im Film behauptet, zurückgezahlt werden, ohne dass im Gesamtsystem Geld fehlen würde.